# Tautvydas
Tautvydas ist ein litauischer männlicher Vorname (abgekürzt  Tautvis), abgeleitet von tauta („Volk“) und vydas.  Die weibliche Form ist Tautvydė.

## Personen
- Tautvydas Barštys (* 1958), Unternehmer, Gründer und Leiter von AB „Kauno grūdai“
- Tautvydas Lideikis (1947–1993),  Physiker und Politiker, Seimas-Mitglied
- Tautvydas Tamulevičius (*  1987), Innenpolitiker,  Vizeminister